# Always on My Mind
Always on My Mind – utwór muzyczny napisany przez Johnny’ego Christophera, Marka Jamesa i Wayne’a Carsona. Oryginalnie wykonany został w 1970 roku przez B.J. Thomasa, który jednak nagrał go dopiero 26 lat później. Za pierwsze nagranie i wydanie utworu odpowiadała Gwen McCrae, zamieszczając go jako „You Were Always on My Mind” na stronie B wydanego w 1972 roku singla „He’s Not You”. Nieco później w tym samym roku swoją wersję utworu wydała Brenda Lee, na singlu z obecnym na stronie B utworem „That Ain’t Right”. W 1973 roku „Always on My Mind” znalazł się także na albumie studyjnym Brendy Lee, zatytułowanym Brenda.
Według serwisu AllMusic istnieje ponad 1000 wersji utworu autorstwa różnych wykonawców. Spośród polskich wykonawców covery „Always on My Mind” stworzyli m.in. Krzysztof Krawczyk i Piotr Polk. Różne wykonania utworu były notowane na listach przebojów zarówno w kategoriach country, jak i pop. Podczas gdy wersja Brendy Lee utknęła na 45. miejscu list przebojów w różnych krajach, wersje niektórych wykonawców dotarły do czołowej dwudziestki list przebojów w Stanach Zjednoczonych i innych państwach: Elvisa Presleya w 1972 roku, Johna Wesleya Rylesa w 1979 roku, Williego Nelsona 1982 roku oraz Pet Shop Boys w 1987 roku.

## Wykonanie Elvisa Presleya
Elvis Presley nagrał swoją wersję utworu „Always on My Mind” 29 marca 1972 roku, kilka tygodni po separacji z żoną Priscillą. Został wydany na stronie B singla „Separate Ways”. Singel ten osiągnął status złotej płyty w Stanach Zjednoczonych za sprzedaż w ponad milionie egzemplarzy. Sam utwór „Always on My Mind” w listopadzie 1972 roku zdobył ponadto 16. miejsce na liście przebojów Hot Country Singles tygodnika Billboard. Piosenka z czasem zyskała wielką sławę i uznanie krytyków, a obecnie jest uważana za jeden z najwspanialszych utworów Presleya z lat 70. XX wieku.

## Wykonanie Johna Wesleya Rylesa
W 1979 roku do sprzedaży trafił singel z utworem, w tym przypadku zatytułowanym „You Are Always on My Mind”, w wykonaniu Johna Wesleya Rylesa, z zamieszczonym na stronie B utworem „My Angel Got Her Wings Today”. Utwór w wykonaniu Rylesa osiągnął 20. miejsce na liście przebojów Hot Country Singles tygodnika Billboard.

## Wykonanie Williego Nelsona
Wersja Williego Nelsona została wydana w lutym 1982 roku na singlu z utworem „The Party’s Over” na stronie B. Piosenka w wykonaniu Nelsona od 8 maja 1982 roku zajmowała 1. miejsce na liście przebojów tygodnika Billboard w kategorii Hot Country Singles, spędzając dwa tygodnie na szczycie i ogółem 21 tygodni na liście. Zajmowała ponadto 5. miejsce na liście Billboard Hot 100 przez trzy tygodnie, pozostając na niej łącznie przez 23 tygodnie. „Always on My Mind” Nelsona na 25. ceremonii wręczenia nagród Grammy w lutym 1983 roku otrzymała trzy nagrody w następujących kategoriach: Piosenka Roku (Song of the Year) i Najlepsza Piosenka Country (Best Country Song) dla autorów tekstu (Johnny Christopher, Mark James i Wayne Carson) oraz Najlepsze Męskie Wykonanie Wokalne Country (Best Male Country Vocal Performance) dla Williego Nelsona. W 1991 roku singel z utworem „Always on My Mind” uzyskał platynowy certyfikat.
Nelson wraz z Johnnym Cashem śpiewa utwór także na wydanym w 1998 roku albumie VH1 Storytellers: Johnny Cash & Willie Nelson. W 2008 roku utwór został wprowadzony do Grammy Hall of Fame

## Wykonanie Pet Shop Boys
W 1987 roku duet Pet Shop Boys wykonał synthpopową, mającą przyspieszone tempo wersję utworu w Love Me Tender, specjalnym programie brytyjskiej telewizji ITV zorganizowanym z okazji 10. rocznicy śmierci Elvisa Presleya. Wersja duetu zyskała niemałą popularność, w związku z czym jego członkowie, Neil Tennant i Chris Lowe, postanowili nagrać ją jako singel. Singel ukazał się 30 listopada 1987 roku i na stronie B zawierał utwór „Do I Have To?”. „Always on My Mind” w wykonaniu Pet Shop Boys stał się numerem jeden w Boże Narodzenie 1987 roku, pokonując „Fairytale of New York” zespołu The Pogues i Kirsty MacColl.

## Wybrane inne wykonania
- W 2000 roku utwór „Always on My Mind” został zaśpiewany na koncercie Divas Las Vegas przez Shakirę, Céline Dion, Cher, The Dixie Chicks, Whitney Houston i Anastacię.
- W 2002 roku powstał cover w stylu trance, wydany przez DJ-a Quicksilvera.
- W 2004 roku amerykański punkrockowy cover band Me First and the Gimme Gimmes umieścił ten utwór na swoim albumie Ruin Jonny’s Bar Mitzvah pod tytułem „On My Mind”.
- B.B. King nagrał utwór na album Reflections
- Rosyjski punkrockowy zespół Наив (Naiw) nagrał piosenkę „Always on My Mind” na album Rock’n’roll miortw w rosyjskojęzycznej wersji jako Не могу забыть тебя (Nie mogu zabyt’ tiebia)
- Ryan Adams nagrał ten utwór w 2005 roku na album Jacksonville City Nights.
- W 2007 roku Michael Bublé umieścił utwór na albumie Call Me Irresponsible
- W 2008 roku Akira Yamaoka umieścił utwór, śpiewany przez Mary Elizabeth McGlynn, na ścieżce dźwiękowej gry komputerowej Silent Hill: Shattered Memories.
- W 2021 roku Dave Gahan(Depeche Mode) zaśpiewał na płycie Soulsavers ,,Imposter" swoją wersję ,,Always on my Mind".